# 汉薛镇
汉薛镇，是中华人民共和国山西省运城市万荣县下辖的一个乡镇级行政单位。

## 行政区划
汉薛镇下辖以下地区：
汉薛村、梁家庄村、南景村、东杨李村、西景村、东景村、四望村、薛村沟村、南坡村、东坡村、北坡村、兴盛村、怀介村、东文村、南文村、西文村、柳林庄村、柳林岭村、生蕃村和东风村。